# ヘレン・ホーマンズ
ヘレン・ホーマンズ（英語: Helen Homans, 1878年? / 1879年 - 1949年3月29日）は、アメリカ・ニューヨーク出身の女子テニス選手。1900年代半ばの全米選手権で活躍し、女子シングルスで1906年、女子ダブルスで1905年に優勝した選手である。ホーマンズの場合、死去については「1949年3月29日、ニューヨーク州ブロンクスビルにて70歳で死去」と分かっているが、生年月日の分かる資料が残っていない。したがって、彼女の生年は「1878年、または1879年」となる。
ホーマンズは1904年から1906年まで、3年連続で全米選手権女子シングルスの「チャレンジ・ラウンド」（挑戦者決定戦）決勝に勝ち進んだ。初期の全米選手権は、「チャレンジ・ラウンド」から「オールカマーズ・ファイナル」（大会前年優勝者とチャレンジ・ラウンド勝者で優勝を争う）への流れで優勝者を決定した。ホーマンズは1904年のチャレンジ・ラウンド決勝でメイ・サットンに敗れ、大会前年優勝者エリザベス・ムーアとの「オールカマーズ・ファイナル」出場権を逃した。1905年の全米選手権では、ホーマンズはキャリー・ニーリーと組んで女子ダブルス初優勝を果たす。女子シングルスのチャレンジ・ラウンド決勝では、ホーマンズは前年の準優勝者エリザベス・ムーアに 4-6, 7-5, 1-6 で敗れたが、前年優勝者のメイ・サットンが欠場したため「オールカマーズ・ファイナル」がなくなり、ムーアとホーマンズによるチャレンジ・ラウンド決勝で優勝が決定した。オールカマーズ・ファイナル方式の場合、自動的に決勝に進出できる大会前年優勝者が出場しなかった場合は、チャレンジ・ラウンドの決勝結果を優勝記録表に記載する。
翌1906年の全米選手権女子シングルスでも、エリザベス・ムーアの選手引退により「オールカマーズ・ファイナル」がなくなったため、チャレンジ・ラウンド決勝で優勝を争った。ホーマンズは3年連続進出となったチャレンジ・ラウンド決勝で、当時36歳のモード・バーガー＝ウォラックに 6-4, 6-3 で勝ち、ようやく全米選手権で女子シングルスのタイトルを獲得した。女子ダブルスでは前年と違うパートナーと組み、クローバー・ボルトとのペアで準優勝になる。ホーマンズはこの年を最後に、いったん全米選手権から退いたが、その後結婚して「マクリーン夫人」となり、1915年に9年ぶりの出場で女子ダブルス決勝に進出した。ジョージ・チャップマン夫人とペアを組んだ「ヘレン・マクリーン夫人」は、9年ぶりの舞台でヘイゼル・ホッチキス・ワイトマン＆エレオノラ・シアーズ組に 8-10, 2-6 で敗れて準優勝になったが、30歳代半ばでも元気なプレーを見せた。
冒頭で述べたように、ヘレン・ホーマンズの死去については正確な資料が残っており、1949年3月29日にニューヨーク州ブロンクスビルにて70歳で亡くなった。

## 全米選手権の成績
- 女子シングルス：1勝（1906年）　［同部門準優勝1度：1905年。チャレンジ・ラウンド決勝には1904年-1906年まで連続出場］
- 女子ダブルス：1勝（1905年）　［同部門準優勝2度：1906年・1915年］